# Havajski tip erupcije
Havajski tip erupcije ali havajski izbruh je vrsta vulkanskega izbruha, kjer lava teče iz kraterja kot razmeroma počasna, ne debela reka; imenovana je tako, ker je tip značilen za havajske vulkane. Običajno gre za burne izbruhe z bazaltnimi magmami z nizko viskoznostjo, nizko vsebnostjo plinov in visoko temperaturo v odzračevalnem sistemu. Proizvajajo se zelo majhne količine vulkanskega pepela. Ta vrsta izbruha se najpogosteje pojavlja na vročih točkah, kot je Kilauea na Havajskem velikem otoku in na Islandiji, čeprav se lahko pojavi v bližini subdukcijskih območij (npr. Medicinsko jezero v Kaliforniji, Združene države Amerike) in riftnih conah. Še en primer havajskih izbruhov se je zgodil na otoku Surtsey na Islandiji med letoma 1964 do 1967, ko je staljena lava tekla iz kraterja v morje.
Havajski izbruhi se lahko pojavijo vzdolž razpok, npr. med izbruhom  Maune Loe leta 1950 ali na osrednjem kraterju, kot je bilo med izbruhom leta 1959 v Kilauea Iki, ki je ustvaril lavomet visok 580 metrov in oblikoval 38-metrski stožec, imenovan Puʻu Puaʻi. V tipu izbruha iz razpok je lava vdrla iz razpoke na vulkanski riftni coni in hranila lavni tok, ki je tekel po pobočju. V izbruhih s centralnim odzračevalnim sistemom lahko lavomet izbruhne do višine 300 metrov ali več (poročali so že o višini 1600 metrov za izbruh leta 1986 na Mihari na otoku Izu Ōshima na Japonskem).
Havajski izbruhi se običajno začnejo z nastankom razpoke v tleh, iz katere se pojavlja zavesa žareče magme ali več tesno razporejenih magmatskih vodnjakov. Lava se lahko preliva iz razpok in oblikuje ʻaʻa ali pāhoehoe obliko tokov. Ko se tak izbruh iz osrednjega stožca raztegne, se lahko tvorijo rahlo nagnjeni ščitasti vulkani, na primer Mauna Loa ali Skjaldbreiður na Islandiji.

## Petrologija havajskih bazaltov
Ključni dejavniki pri ustvarjanju havajskega izbruha so bazaltna magma in nizek odstotek raztopljene vode (manj kot en odstotek). Nižja je vsebnost vode, mirnejši je nastali tok. Skoraj vsa lava, ki prihaja iz havajskih vulkanov, je bazalt v sestavi. Havajski bazalti, ki tvorijo skoraj vse otoke, so tholeiiti (bazalt, ki vsebuje normativni kremen). Te kamnine so podobne, vendar ne enake tistim, ki se proizvajajo na oceanskih hrbtih. Bazalt relativno bogatejši z natrijem in kalijem (bolj alkalen) je izbruhnil na podmorskem vulkanu  Lōʻihi na skrajnem jugovzhodnem koncu vulkanske verige in te kamnine so lahko tipične za zgodnje faze "evolucije" vseh havajskih otokov. V poznih fazah izbruha posameznih vulkanov je izbruhnil tudi bolj alkalni bazalt, v zelo poznih fazah po obdobju erozije pa so v zelo majhnih količinah nastale skale nenavadne sestave, kot je nefelinit (alkalni bazalt z nefelinom in alkalnim piroksenom). Te razlike v sestavi magme so bile podrobno preučene, deloma zato, da bi razumeli, kako lahko deluje plašč plumov (plume - geoznanstveni tehnični izraz za tok vročih kamnin iz globljega plašča).

## Varnost
Havajski izbruhi so manj nevarni od drugih vrst vulkanskih izbruhov, zaradi pomanjkanja pepela in na splošno počasnega gibanja tokov lave. Vendar pa lahko še vedno povzročijo poškodbe ali smrt.
Leta 1993 je umrl fotograf, ki je poskušal slikati vstop v morje lave, več turistov je bilo poškodovanih, ko se je podrla lavina polica. Leta 2000 sta bila dva človeka najdena mrtva blizu vhoda v morje lave iz Kilauee, ki sta verjetno umrla zaradi onesnaženega zraka zaradi parnih eksplozij, ki vsebuje klorovodikovo kislino . Emisije žveplovega dioksida so lahko tudi usodne, zlasti za ljudi, ki trpijo zaradi bolezni dihal. Leta 2018 je brizgajoča lava iz Kilauea zlomila moškemu nogo  in še 23 ljudi na izletniški ladji je bilo poškodovano zaradi parne eksplozije pri vstopu lave v morje iz istega izbruha. 